# Майстрівська сільська рада
Майстрівська сільська рада — колишня адміністративно-територіальна одиниця та орган місцевого самоврядування у Новоград-Волинському районі і Новоград-Волинській міській раді Волинської округи, Київської й Житомирської областей Української РСР та України з адміністративним центром у с. Майстрів.

## Населені пункти
Сільській раді були підпорядковані населені пункти:
- с. Майстрів
- с. Майстрова Воля
- с. Маковиці

## Населення
Відповідно до результатів перепису населення СРСР, кількість населення ради, станом на 12 січня 1989 року, становила 1 524 особи.
Станом на 5 грудня 2001 року, відповідно до перепису населення України, кількість мешканців сільської ради становила 1 484 особи.

## Склад ради
Рада складалась з 16 депутатів та голови.

### Керівний склад сільської ради
| ПІБ                         | Основні відомості                                                                          | Дата обрання | Дата звільнення |
| --------------------------- | ------------------------------------------------------------------------------------------ | ------------ | --------------- |
| Борисюк Олексій Миколайович | Сільський голова, 1972 року народження, освіта                                             | 26.03.2006   | 31.10.2010      |
| Борисюк Олексій Миколайович | Сільський голова, 1972 року народження, освіта вища, член політичної партії «Наша Україна» | 31.10.2010   |                 |

Примітка: таблиця складена за даними джерела

## Історія
Створена 28 вересня 1925 року в складі с. Майстрів (у 1946—61 роках — Майстрів Перший) та хуторів Мочихвост, Ново-Корецький Шлях і Старо-Корецький Шлях Суслівської сільської ради Новоград-Волинського району Волинської округи. 13 листопада 1928 року х. Мочихвост передано до складу Наталівської сільської ради Новоград-Волинського району. На 1929 рік в підпорядкуванні значилося урочище Красне. Станом на 1 жовтня 1941 року числився х. Шевченка (згодом — Майстрів Другий), хутори Новокорецький Шлях, Старокорецький Шлях та ур. Красне не перебували на обліку населених пунктів.
Станом на 1 вересня 1946 року сільська рада входила до складу Новоград-Волинської міської ради Житомирської області, на обліку в раді перебували села Майстрів Перший та Майстрів Другий.
5 березня 1959 року, відповідно до рішення Житомирського облвиконкому № 161 «Про ліквідацію та зміну адміністративно-територіального поділу окремих рад області», до складу ради приєднано села Єлизавет, Маковиця (згодом — Маковиці), Наталівка, Олександрівка ліквідованої Наталівської сільської ради та Майстрова Воля Ярунської сільської ради Новоград-Волинського району. На 1 березня 1961 року с. Єлизавет не значилося на обліку населених пунктів.
На 1 січня 1972 року сільська рада входила до складу Новоград-Волинського району Житомирської області, на обліку в раді перебували села Майстрів, Майстрова Воля, Маковиці, Наталівка та Олександрівка.
30 березня 1994 року, відповідно до рішення Житомирської обласної ради «Про внесення змін в адміністративно-територіальний устрій Новград-Волинського району», села Наталівка та Олександрівка передані до складу відновленої Наталівської сільської ради Новоград-Волинського району.
Припинила існування 1 листопада 2018 року через об'єднання до складу Новоград-Волинської міської територіальної громади Новоград-Волинського району Житомирської області.
Входила до складу Новоград-Волинського району (7.03.1923 р., 4.06.1958 р.) та Новоград-Волинської міської ради (1.06.1935 р.).